# Luis Fernando López
Luis Fernando López Erazo (3 giugno 1979) è un marciatore colombiano.

## Palmarès
| Anno | Manifestazione          | Sede           | Evento       | Risultato | Prestazione | Note                                     |
| ---- | ----------------------- | -------------- | ------------ | --------- | ----------- | ---------------------------------------- |
| 2003 | Giochi panamericani     | Santo Domingo  | Marcia 20 km | 4º        | 1h27'32"    |                                          |
| 2004 | Giochi olimpici         | Atene          | Marcia 20 km | 24º       | 1h26'34"    |                                          |
| 2005 | Campionati sudamericani | Cali           | Marcia 20 km | Bronzo    | 1h23'43"    |                                          |
| 2005 | Mondiali                | Helsinki       | Marcia 20 km | 12º       | 1h22'28"    |                                          |
| 2006 | Giochi CAC              | Cartagena      | Marcia 20 km | Oro       | 1h24'20"    |                                          |
| 2007 | Giochi panamericani     | Rio de Janeiro | Marcia 20 km | dq        | dq          |                                          |
| 2007 | Mondiali                | Osaka          | Marcia 20 km | 22º       | 1h27'22"    |                                          |
| 2008 | Giochi olimpici         | Pechino        | Marcia 20 km | 9º        | 1h20'59"    |                                          |
| 2009 | Campionati sudamericani | Lima           | Marcia 20 km | Oro       | 1h20'53"    |                                          |
| 2009 | Mondiali                | Berlino        | Marcia 20 km | 5º        | 1h20'03"    |                                          |
| 2010 | Giochi CAC              | Mayagüez       | Marcia 20 km | Argento   | 1h22'55"    |                                          |
| 2011 | Mondiali                | Taegu          | Marcia 20 km | Oro       | 1h20'38"    | Miglior prestazione personale stagionale |
| 2011 | Giochi panamericani     | Guadalajara    | Marcia 20 km | Bronzo    | 1h22'51"    |                                          |
| 2012 | Giochi olimpici         | Londra         | Marcia 20 km | dq        | dq          |                                          |
| 2013 | Mondiali                | Mosca          | Marcia 20 km | dnf       | dnf         |                                          |
| 2015 | Mondiali                | Pechino        | Marcia 50 km | 20º       | 3h55'43"    | Miglior prestazione personale            |
| 2017 | Mondiali                | Londra         | Marcia 50 km | dnf       | dnf         |                                          |